# Xanthoidea
Xanthoidea MacLeay, 1838 è una superfamiglia di crostacei decapodi.

## Tassonomia
In questa superfamiglia sono riconosciute 3 famiglie:
- Panopeidae Ortmann, 1893
- Pseudorhombilidae Alcock, 1900
- Xanthidae MacLeay, 1838